# Wervicq-Sud
Wervicq-Sud (flämisch: Zuid-Wervik) ist eine französische Gemeinde mit 5446 Einwohnern (Stand: 1. Januar 2022) im Département Nord in der Region Hauts-de-France. Sie gehört zum Arrondissement Lille und zum Kanton Lambersart. Die Einwohner werden Wervicquois genannt.

## Geografie
Die Gemeinde Wervicq-Sud befindet sich etwa 15 Kilometer nördlich von Lille an der Leie (französisch: Lys) unmittelbar an der französisch-belgischen Grenze. Umgeben wird Wervik-Sud von den Nachbargemeinden Wervik (Belgien) im Norden, Bousbecque im Osten, Linselles im Süden sowie Comines im Westen.
Durch die Gemeinde führt die frühere Route nationale 345.

## Geschichte
Als gallorömische Siedlung Viroviacum liegen die Ursprünge der Gemeinde weit zurück. Auch auf der Tabula Peutingeriana wird der Ort als Virovino verzeichnet. Mehrfach wurde der Ort zerstört. Bis zum Vertrag von Madrid 1527 gehörte der Ort zur Grafschaft Flandern. Dann wurde er der spanischen Krone unterstellt. Schließlich konnte das Gebiet unter Ludwig XIV. 1667 erobert werden.
1713 wurde der Ort durch den Frieden von Utrecht geteilt. Der nördliche Teil ging als Wervik nach Flandern, der südliche blieb französisch.

## Bevölkerungsentwicklung
| Jahr                       | 1962 | 1968 | 1975 | 1982 | 1990 | 1999 | 2010 | 2021 |
| -------------------------- | ---- | ---- | ---- | ---- | ---- | ---- | ---- | ---- |
| Einwohner                  | 2593 | 3114 | 3991 | 4163 | 4328 | 4288 | 4696 | 5299 |
| Quellen: Cassini und INSEE |      |      |      |      |      |      |      |      |

## Gemeindepartnerschaften
Seit 1974 besteht eine Partnerschaft mit der deutschen Gemeinde Roetgen in Nordrhein-Westfalen. Mit der gleichnamigen Gemeinde Wervik auf der belgischen Seite der Leie wird ebenfalls eine intensive Partnerschaft gepflegt.

## Persönlichkeiten
- Léon Vandermeersch (1928–2021), Sinologe
- Bernard Vandermeersch (* 1937), Paläoanthropologe und emeritierter Professor

## Sehenswürdigkeiten
- Schloss und Park Dalle-Dumont, im Ersten Weltkrieg als Lazarett von den Deutschen genutzt (u. a. Adolf Hitler wurde hier behandelt), mit Soldatenfriedhof; das Herrenhaus, auch weißes Schloss (flämisch: 't wit kasteel) genannt, wurde 1910 errichtet
- Schloss Léon Vandermeersch – Marie Prouvost, 1926 gebaut
- Kirche Unbefleckte Empfängnis, 1827 im neoromanischen Stil errichtet,
- Kapellen Notre-Dame des Sept Douleurs, Sainte-Anne und Notre-Dame de la Délivrance, entstanden im 19. und 20. Jahrhundert

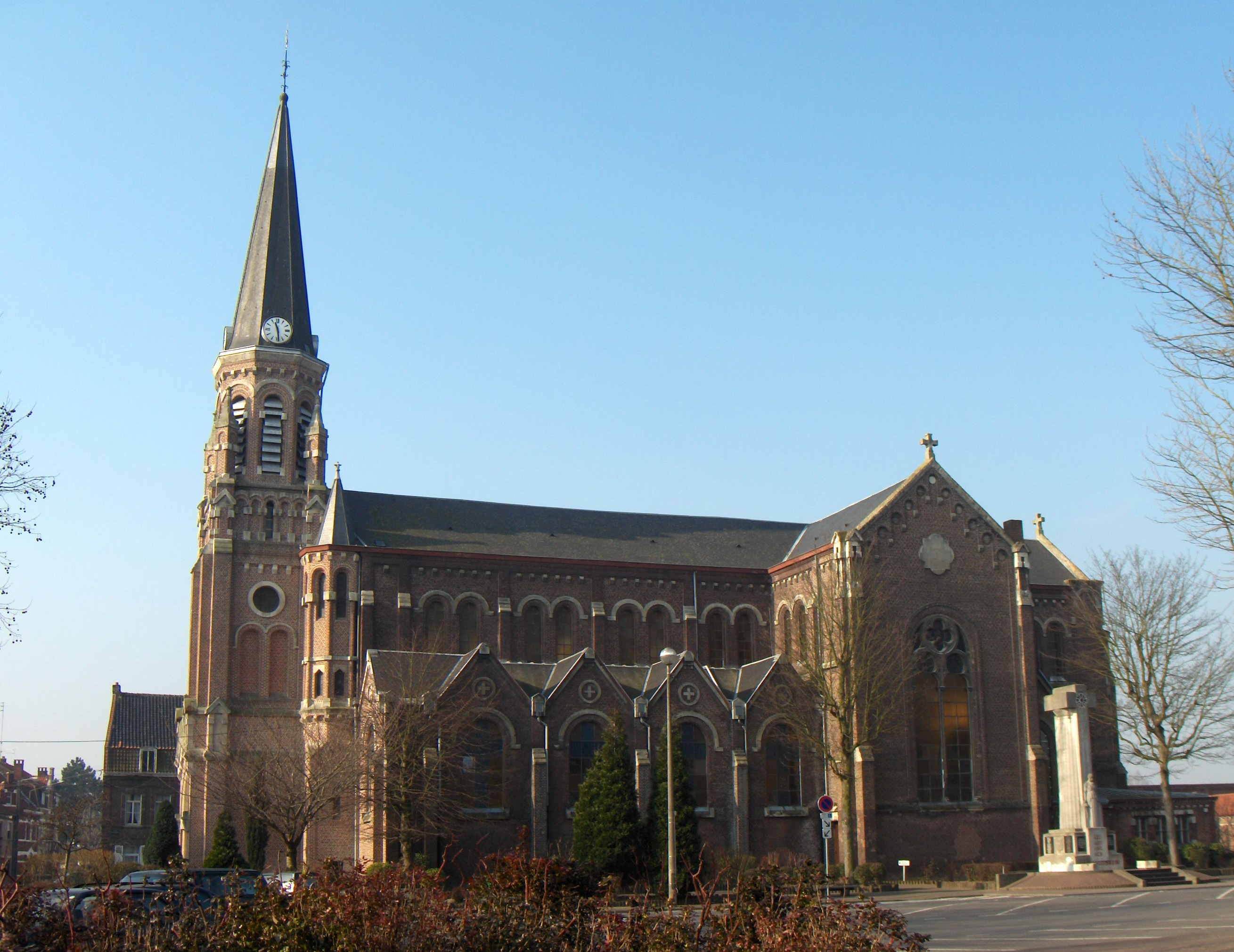
Kirche der Unbefleckten Empfängnis
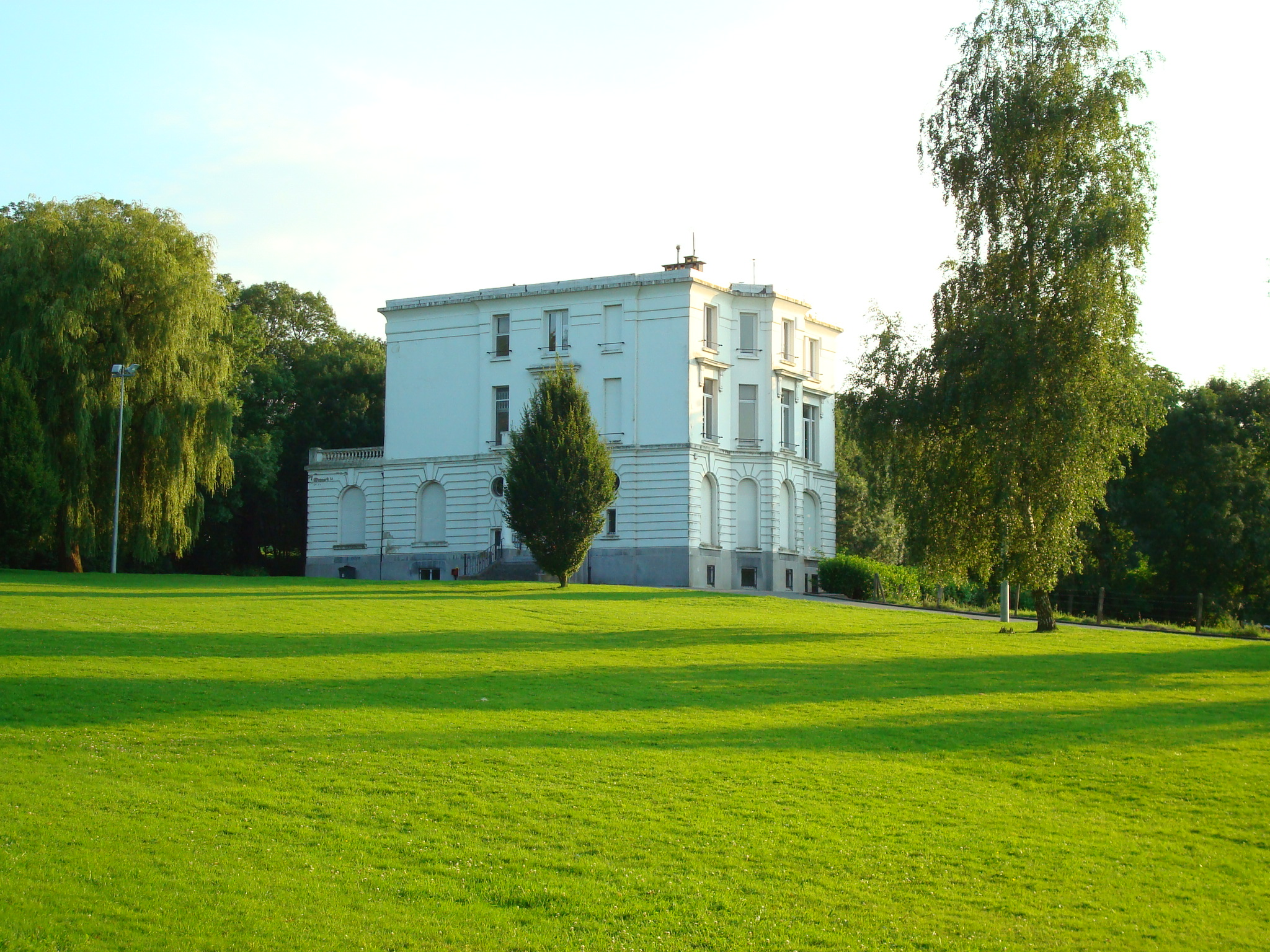
Weißes Schloss
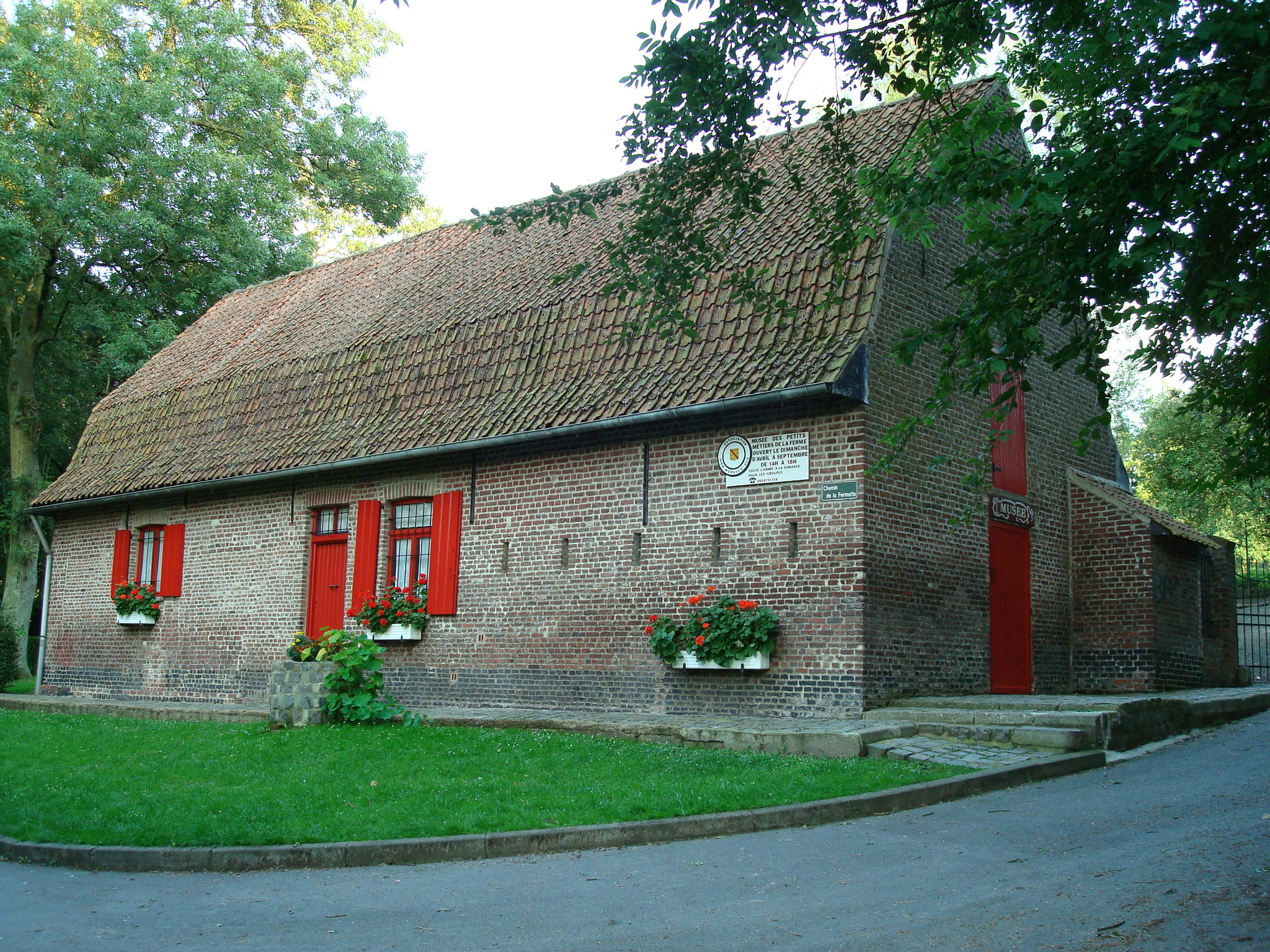
Ortsmuseum
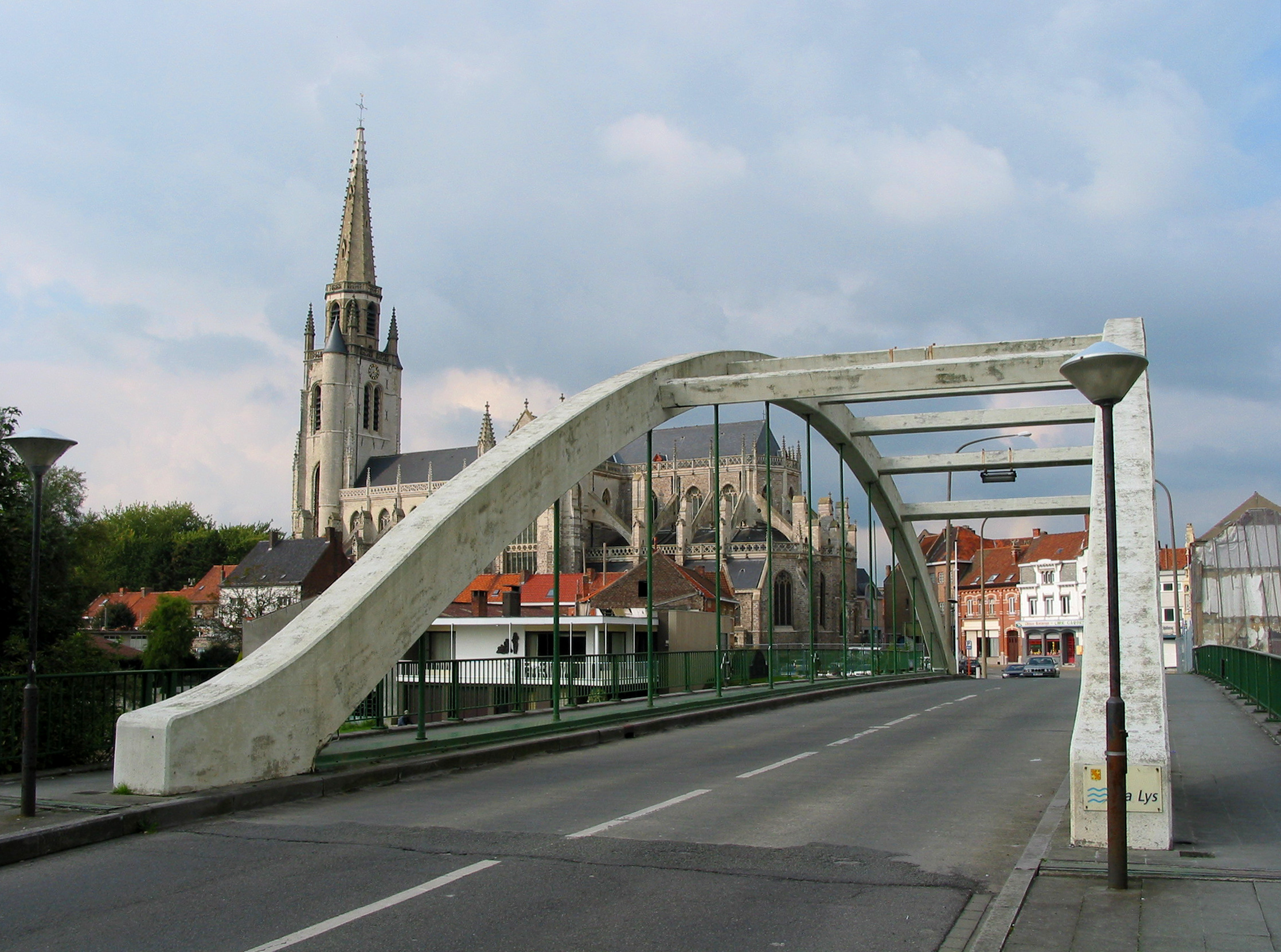
Grenzbrücke über die Leie nach Belgien
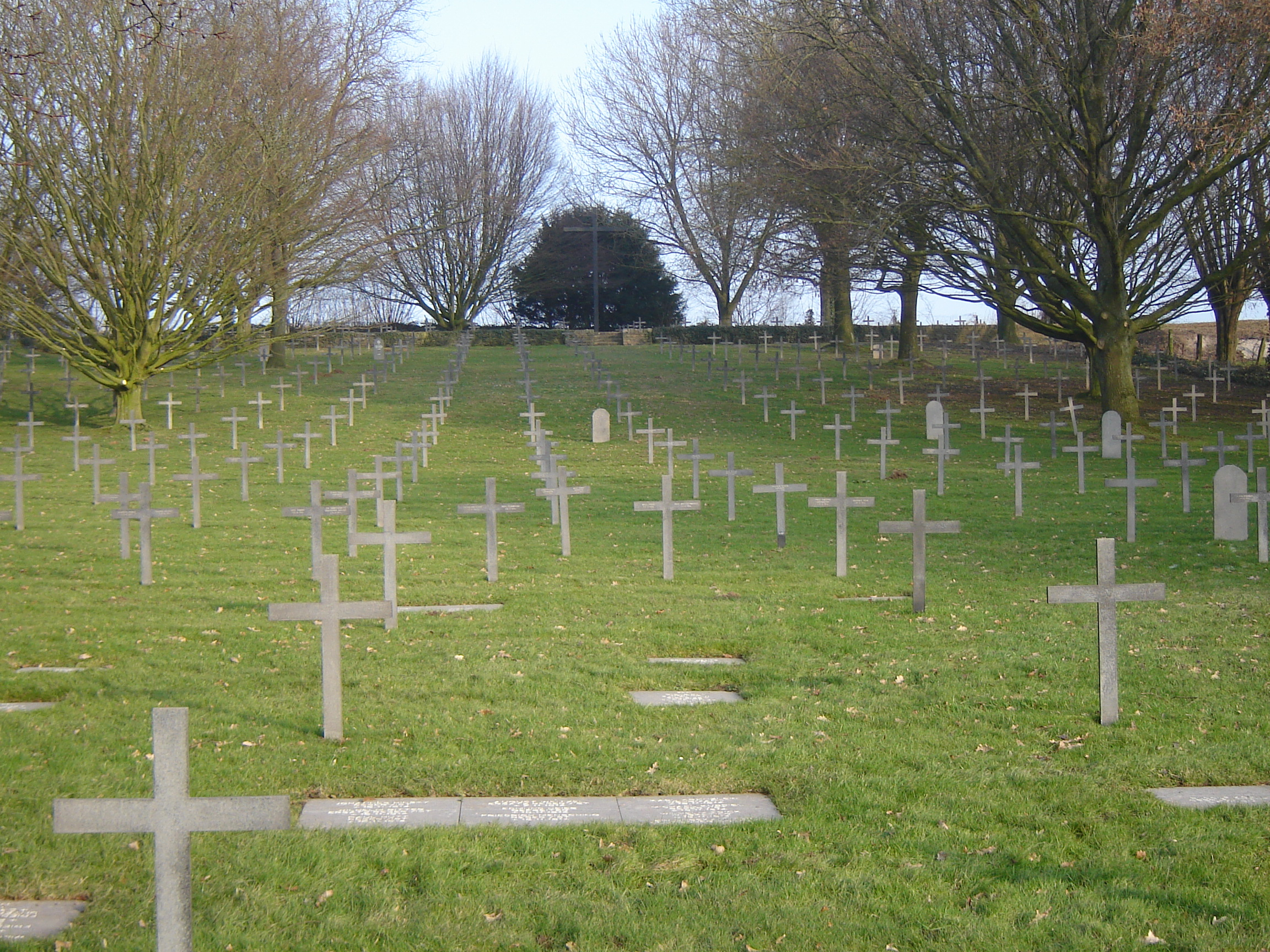
Deutscher Soldatenfriedhof

Der Riese von Wervicq-Sud ist seit 1954 Jehan van d’Helle. Er wird begleitet von der Riesin Sabine de Snuif.